# Жакю из Ландоака
Жакю́ (V век) — бретонский святой. День памяти — 8 февраля.
Святой Жакю из Ландоака (Jacut de Landoac), или Жакю Бретонский (Jacut de Bretagne), или Ягу (брет.: Jagu) родился в V веке в Уэльсе и провёл большую часть своей жизни в Арморике.
Он был сыном святых Фрагана и Гвенн Тейрброн. Его семья бежала от саксов и нашла приют в Арморике, в бухте святого Бриёка, на берегах Гуэта (Gouët), в месте, которое стало называться Плуфраган.
У святого Жакю была сестра, святая Клерви и два брата — близнец Вейтнок (Weithnoc), или Гветенок и младший брат Гвеноле. Все они были учениками святого Будока (Saint Budoc) и прославились святой жизнью.
Вместе с братом-близнецом святой Жакю отправился на остров Ландоак (Landoac). Обратив ко Господу тамошних язычников, они воздвигли там монастырь, именуемый ныне монастырь святого Жакю (Abbaye de Saint-Jacut).
Святой Жакю скончался 8 февраля в первой половине V века и был похоронен в монастырском храме.

## Города
Ряд французских коммун носит имя святого Жакю:
- Сен-Жакю-ле-Пин (Saint-Jacut-les-Pins) в Морбигане;
- Сен-Жакю-де-ля-Мер на Кот-д’Арморе, прежний Ландоак;
- Сен-Жакю-дю-Менэ на Кот-д’Арморе.